# Panthères Noires
El Panthères Noires és un club de Ruanda de futbol de la ciutat de Kigali.

## Palmarès
- Lliga ruandesa de futbol:[2]
  - 1980, 1984, 1985, 1986, 1987